# Supplementation
Als Supplementation oder Supplementierung (von lateinisch supplere: „ergänzen, ersetzen“) wird in der Medizin die gezielte und ergänzende Aufnahme von Nährstoffen anstelle oder zur Ergänzung der gewöhnlichen Nahrung bezeichnet. Damit kann einer Mangelernährung vorgebeugt oder die Behandlung von Mangelerkrankungen unterstützt werden. Traditionell werden in Zeiten außergewöhnlicher körperlicher Belastung Supplemente als sogenannte Aufbaunahrung eingenommen, z. B. während Schwangerschaft und Stillzeit oder im Leistungssport. Dagegen ist die Anreicherung von Speisen mit normalen Lebensmitteln oder isolierten Nährstoffen beziehungsweise Nährstoffgemischen (Butter, Maltodextrin, Öl, Proteinpulver, Sahne) keine Supplementation.

## Orale  Nahrungssupplementation (ONS)
Die orale Nahrungssupplementation ist eine Form der künstlichen Ernährung. Dazu zählt die kommerziell erhältliche Trinknahrung als orale bilanzierte Diät (OBD). Sie ersetzen oder ergänzen die normale Ernährung, wenn die Ernährung krankheitsbedingt nicht oder nur unzureichend möglich ist oder um den Ernährungszustand zu erhalten beziehungsweise zu verbessern. Sie können sich außerdem positiv auf manche Erkrankungen auswirken. Im Gegensatz zu Sondennahrung können OBD teilbilanziert sein. Die Konsistenz ist meistens flüssig; es gibt aber auch brei- und geleeartige (Joghurt, Pudding), pulverförmige und feste Produkte (Kekse, Riegel). Die Geschmacksrichtung ist oft süß, mittlerweile werden aber auch pikante Varianten angeboten, beispielsweise Suppen.

## Nahrungsergänzungsmittel
Nahrungsergänzungsmittel gelten laut europäischer Richtlinie 2002/46/EG als Lebensmittel und damit keine Supplemente im medizinischen Sinn. Sie dürfen als Nährstoffe nur Mineralstoffe und Vitamine enthalten. Seit längerem zeichnet sich ein zunehmender Konsum von  auch bei der normal versorgten Bevölkerung ab. Nachdem dieser Markt in Nordamerika bereits während der 1980er Jahre massiv von der Nahrungsmittel- und Pharmaindustrie aufgebaut wurde, lassen sich vergleichbare Tendenzen seit den 1990er Jahren auch in Europa beobachten. Während durch Marketingmaßnahmen versucht wird, den Konsumenten eine Unterversorgung zu suggerieren, weisen Ernährungswissenschaftler mehrheitlich darauf hin, dass in Mitteleuropa durch eine ausgewogene Ernährung eine ausreichende Versorgung mit Vitaminen und Spurenelementen gewährleistet ist.

## Tierernährung
In der Tierernährung besitzt die Supplementation von Mischfuttern erhebliche wirtschaftliche Bedeutung. Hühnermischfutter wird mit geringen Anteilen der schwefelhaltigen Aminosäure DL-Methionin versetzt, die für diese Spezies essentiell ist und in den üblichen Futtermitteln mit zu geringen Anteilen enthalten ist. Für diesen Zweck werden in großem Umfang auch die ebenfalls essentiellen Aminosäure L-Lysin und L-Threonin eingesetzt. Auch Vitamine werden zur Supplementierung von Tierfutter systematisch verwendet.
Nach einer Untersuchung aus dem Jahr 1984 haben übliche Futtermittel folgende Gehalte der schwefelhaltigen Aminosäuren Methionin und Cystein::Table IV
| Futtermittel       | Gesamt-Proteingehalt [%] | Methionin                       | Cystin                          |
| Futtermittel       | Gesamt-Proteingehalt [%] | (nach oxidativer Vorbehandlung) | (nach oxidativer Vorbehandlung) |
| ------------------ | ------------------------ | ------------------------------- | ------------------------------- |
| Mais               | 8,8                      | 0,224                           | 0,213                           |
| Winterweizen       | 12,2                     | 0,214                           | 0,292                           |
| Sojabohne          | 47,9                     | 0,716                           | 0,769                           |
| Fleischknochenmehl | 49,5                     | 0,656                           | 0,808                           |
| Geflügelmehl       | 64,1                     | 0,813                           | 1,700                           |
| Federmehl          | 82,1                     | 0,659                           | 4,524                           |